# Ветруп
Ветруп (нем. Wettrup) — община в Германии, в земле Нижняя Саксония.
Входит в состав района Эмсланд. Подчиняется управлению Ленгерих. Население составляет 539 человек (на 31 декабря 2010 года). Занимает площадь 13,8 км².

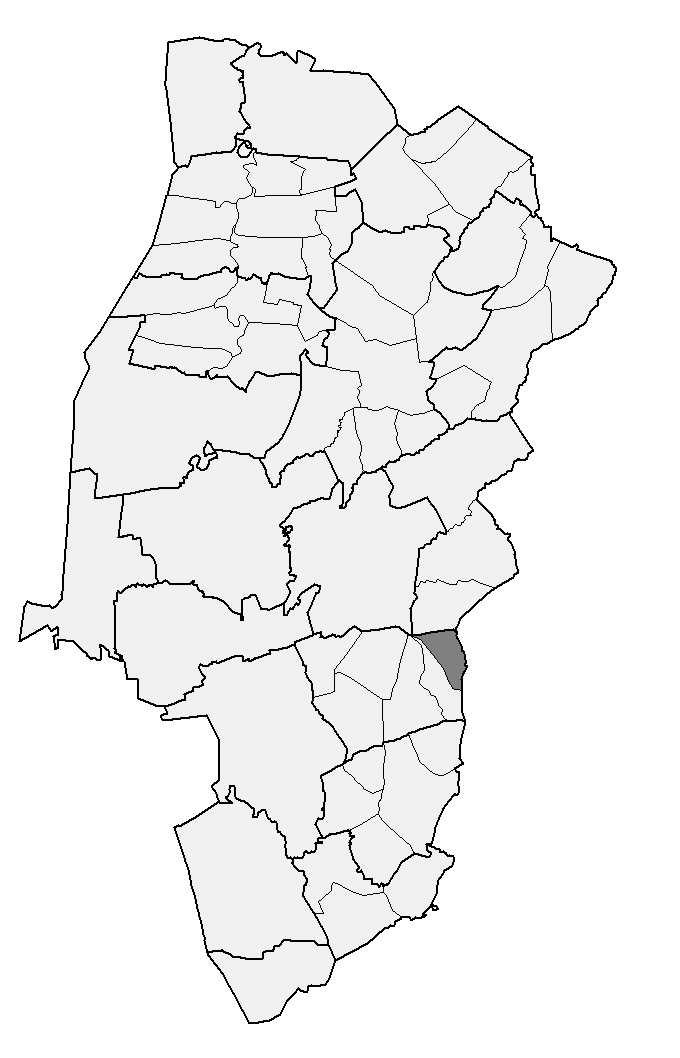
Ветруп